# Pol Calvet i Planellas
Pol Calvet i Planellas (Sant Cugat del Vallès, 19 d'abril de 1994) és un exfutbolista català que jugava com a migcampista.

## Carrera
Nascut a Sant Cugat del Vallès, Calvet va entrar a la cantera del FC Barcelona el 2008 quan tenia 14 anys. Va fer el debut al Barça B el 23 de març de 2013 quan va ser substituït al final del partit contra la SD Huesca a Segona Divisió en una derrota 0–1 a casa.
El 10 de juny de 2013, Calvet va pujar definitivament al Barça B. Va jugar el seu primer partit el 31 d'agost en una victòria a casa 1–0 contra la Reial Saragossa.
El 7 de gener de 2016, va passar a formar part de l'equip gallec Deportivo de La Coruña, inicialment a l'equip B fins al juny de 2016, però amb l'opció de renovar i pujar al primer equip a final de temporada. Després de deixar el Deportivo, Calvet va entrar al UE Llagostera i va jugar quatre partits amb aquest club.
L'any 2017 Calvet va decidir seguir competint als Estats Units a la Universitat de Pittsburgh. Després d'un any de futbol universitari, Los Angeles FC van seleccionar Calvet a la vint-i-quatrena posició de la segona ronda del MLS SuperDraft 2018 però mai va rebre cap contracte per part del club.
L'onze de novembre de 2018, Calvert va anunciar que es retirava del futbol a l'edat de 24 anys.